# Basílica del Corpus Domini (Turín)
La Basílica del Corpus Domini es una iglesia católica situada en Turín, construida para celebrar el Milagro Eucarístico que, según diversas fuentes, ocurrió en 1453 durante la guerra entre el Ducado de Saboya y el Delfinado.

## Historia
El hecho legendario que daría lugar a la construcción de la iglesia está fechado el 6 de junio de 1453, cuando un grupo de soldados franceses, después de haber saqueado la iglesia de Exilles, se dirigió a Turín para vender el botín el día del Corpus Christi. Se dice que al llegar al lugar donde se levanta la basílica, el burro que llevaba la hostia desde la iglesia de Exilles se arrojó al suelo pero la hostia no cayó al suelo y permaneció suspendida en el aire durante mucho tiempo, iluminando la plaza desde lo alto.Para celebrar el acontecimiento, en 1509 se construyó una pequeña capilla en el lugar del milagro, pero sólo en 1521 el arzobispo de Turín Innocenzo Cybo ordenó a Matteo Sanmicheli que construyera un pequeño oratorio. Posteriormente, el oratorio fue demolido en 1607 para construir la basílica moderna creada por Ascanio Vittozzi y con la colaboración de Carlo di Castellamonte en el diseño de la fachada.
En 1753, el rey Carlo Emanuele III de Saboya encargó a Benedetto Alfieri restaurar la decoración interior y adornarla con estuco .

## Descripción
La iglesia tiene una fachada maciza, con seis pilastras y cuatro columnas que sostienen el entablamento, de típico estilo barroco. Lo completan las estatuas de ángeles y santos creadas por Bernardo Falconi y que datan de finales del siglo XVII.
El interior es de una sola nave y fue renovado en gran parte en el siglo XVIII, excepto el altar mayor que es el original creado por Francesco Lanfranchi en 1664. En el interior de la basílica hay una losa que marca el lugar exacto del milagro.